# Gesegnet ist die Zuversicht
Gesegnet ist die Zuversicht (BWV Anhang 1) ist eine verschollene geistliche Kantate von Johann Sebastian Bach, die er in Leipzig komponierte und wahrscheinlich am 15. Juli 1725 dort am siebten Sonntag nach Trinitatis aufführte. Der Text stammt eventuell von Erdmann Neumeister, die Musik ist verloren gegangen. Möglicherweise ist sie identisch mit der gleichnamigen Kantate von Georg Philipp Telemann (TWV 1:617).